# Diaphenchelys pelonates
Diaphenchelys pelonates – gatunek morskiej ryby węgorzokształtnej z rodziny murenowatych (Muraenidae).
Nazwa rodzaju pochodzi od greckich słów diaphoros (różny) i enchelys (węgorz) i nawiązuje do odmiennych od pozostałych muren cech anatomicznych.
Gatunek ten występuje w indonezyjskich wodach Oceanu Spokojnego. Osiąga około 45 cm długości. Przebywa w mule.